# 北旗尾
北旗尾，是台灣屏東縣枋寮鄉的一個傳統地域名稱，位於該鄉西部。相較於今日行政區，其範圍大致包括東海村、大庄村東部、新龍村西北部。
本地區境內主要聚落為北旗尾，設有東海國小。

## 歷史
台灣日治初期，北旗尾地區為一街庄，稱為「北旗尾庄」（舊制街庄），隸屬於港東下里。該庄昔日北北西與茄苳腳庄為鄰，東北東側北段與大響營庄為鄰，東北東側南段及南南東側東段與水底藔庄為鄰，南南東側中至西段為番仔崙庄，西南邊一小段臨台灣海峽，西邊為大庄、下埔頭庄。
1901年（日治明治三十四年）11月11日，全台廢縣廳改設二十廳，該庄隸屬於阿猴廳。1904年（明治三十七年）4月15日，該庄編入「水底藔區」，隸屬於阿猴廳。1905年（明治三十八年）4月1日，阿猴廳改稱「阿緱廳」。1909年（明治四十二年）10月25日，全台合併二十廳為十二廳，水底藔區仍隸屬於阿緱廳。1920年（大正九年）10月1日，全台地方制度大改正，廢十二廳改設五州二廳，該庄改制為「北旗尾」大字，隸屬於高雄州潮州郡枋寮庄（新制街庄）。
戰後枋寮庄改制為枋寮鄉，隸屬於高雄縣，大字亦改制為村。1950年（民國39年）10月1日，高、屏分治，枋寮鄉改隸屬於屏東縣。
相較於今日行政區，本地區的範圍大致包括東海村東北東側邊界地帶及南部邊界地帶西段及西部邊界地帶中央一小段、大庄村東部邊界地帶及東南部臨海較小凸出部分、新龍村西北部凸出部分的西北半部。

## 聚落
本地區發展較早的聚落為北旗尾，在日治期初期的官方地圖上已有記載。

## 交通
台鐵屏東線是高雄至枋寮間的鐵路幹線，經過本地區中部略偏西南，並在境內設有東海車站。該站屬招呼站，僅停靠區間車；由此可前往台鐵沿線各站。
省道台17線又稱「西部濱海公路」，是甲南至水底寮的幹道，經過本地區的北部及東部邊界地帶南段暨北旗尾聚落北側。由該道路北行可前往佳冬鄉、林邊鄉、東港鎮、新園鄉南部等地；南行可前往水底寮地區，並止於水底寮聚落的省道台1線路口。
鄉道屏136線是東海至玉泉的道路，其西側端點（起點）位於本地區東部邊界地帶中央的省道台17線路口。

## 學校
- 東海國小

## 公務機關
- 屏東縣政府警察局枋寮分局東海派出所